# عبد الله بن محمد الثغري
عبد الله بن محمد بن القاسم بن حزم بن خلف الثغري، من أهل قلعة أيوب؛ يكنى: أبا محمد.

## من أخباره
سمع بتطيلة من ابن شبل، وأحمد بن يوسف بن عباس. وبمدينة الفرج من وهب بن مسرة. وبطليطلة من وهب بن عيسى. ورحل إلى المشرق سنة 350هـ، ودخل العراق وسمع بالبصرة: من الهجيمي أبي إسحاق، ونظرائه من شيوخنا. وسمع ببغداذ من أبي علي بن الصواف العلل لابن حنبل وغير ذلك؛ ومن أبي بكر الشافعي، ومن أبي بكر أحمد بن حمدان. سمع منه مسند أحمد بن حنبل والتاريخ. وسمع من أبي الحسن أحمد بن محمد بن مقسم المقرئ وغيرهم من شيوخ بغداذ. وسمع بالكوفة من أبي دحيم مسند أبي غدزة وغير ذلك.
ورحل إلى الشام؛ فسمع بها من أبي العقب الدمشقي وغيره. وبمصر من عبد الله بن جعفر بن الورد، ومن علي بن العباس بن ألون، ومن أحمد بن الحسن الرازي، والحسن بن رشيق، وأبي بكر محمد بن أحمد بن المسور المعروف بابن أبي طنة وجماعة يكثر تعدادهم، وانصرف إلى الأندلس فلزم العبادة والجهاد واستقضاه المستنصر بالله رحمه الله بموضعه، ثم استعفاه من القضاء فأعفاه.

## من صفاته
كان فقيهاً فاضلا، ديناً ورعاً، صليباً في الحق، لا يخاف في الله لومة لائم. ما كنا نشبهه إلا بسفيان الثوري في زمانه، وأنكر على بعض أسباب السلطان في ناحيته شيئا فسعي به فعهد بإسكانه قرطبة، فقدمها علينا في أحد شهري ربيع سنة خمس وسبعين، فقرأ الناس عليه أكثر روايته.
وقُرأ عليه علماً كثيراً، وكان ثقة مأموناً، وكان فارساً بئيساً: بلغنا أنه كان يقف وحده للفئة. صاحبنا إلى جماعة من كبار أصحابنا؛ ولم يزل يحدث إلى أن سرح إلى بلده؛ أقام متلوما أشهرا على من كان بقي عليه سماع ما كان نسخه أو فاته، محتسبا في ذلك. وخرج من قرطبة إلى موضعه يوم الأحد لثلاث بقين من ذي القعدة سنة 376هـ. وكانت الرحلة إليه من جميع نواحي الثغر نفع الله به عالما كثيرا.

## وفاته
وتوفي لثمان عشرة ليلة خلت من شهر ربيع الآخر سنة 383هـ بقلعة أيوب، وهو ابن ثلاث وستين سنة.